# Speonomus bastideus
Speonomus bastideus es una especie de escarabajo del género Speonomus, familia Leiodidae. Fue descrita por Henri Coiffait en 1950. Se encuentra en Francia.